# クマル

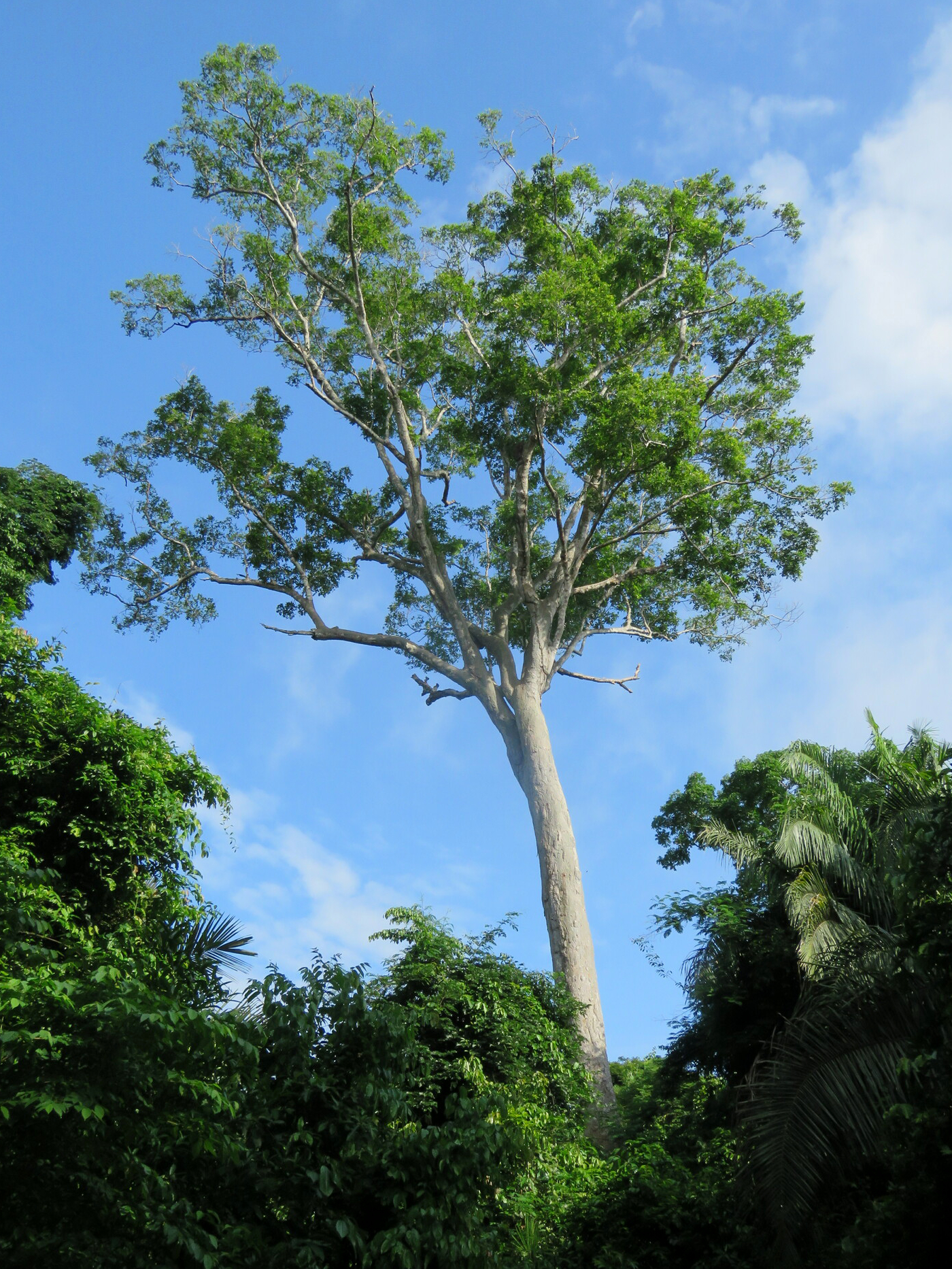
Dipteryx odorata

クマル（学名：Dipteryx odorata、英語：cumaru、kumaru）は、中央アメリカから南アメリカ北部に自生するマメ科の被子植物の樹木である。
クマルという語は、フランス領ギアナの先住民の話す言語から来ており、以前の属の名前 Coumarouna の由来ともなっていた。また、同じ地域に住む別の先住民からは、トンカと呼ばれている。

## 生態
木の高さは、20～30m、幹の太さは直径1mまで育つ。樹皮は滑らかで灰色であるが、木部は赤い。葉は互い違いの羽状葉で、光沢のあるダークグリーンである。花はピンクの花が咲く。虫媒花で、花粉は昆虫が媒介する。

## 栽培時の問題
一番の害獣は、この木の実を狙うコウモリである。いくつかの既知のAnthostomella abdita、Diatrype ruficarnis、Macrophoma calvuligera、Myiocopron cubenseなどの真菌が病気を引き起こす。

## 種
この木の種は、トンカ豆（もしくは、トンキン豆）と呼ばれている。クルマバソウに似た強い甘い香りを放つクマリンという成分を多く含むことから香料や菓子に利用される。香り成分のクマリンという名称も、この種から抽出されたことに由来する。

## 材木
クマルは、ブラジリアン チークとも呼ばれている。ジャンカ硬度で3540という硬さを持つことから、耐久性が高いと評価されている。耐火性評価は、耐火伝搬指数が20であることから、Class Aの評価を得ている。Class Aとなるには、耐火伝搬指数25以下の燃えにくさを持つ必要がある
 。